# 黄浦路駅
黄浦路駅（こうほろ-えき)は湖北省武漢市江岸区にある武漢地下鉄1号線と8号線の駅である。

## 駅周辺
- 解放公園
- 武漢市第二中学
- 武漢新天地

## 歴史
- 2004年7月28日 - 1号線が開業。
- 2017年12月26日 - 8号線が開業。

## 隣の駅
武漢地下鉄
■1号線
頭道街駅 - 黄浦路駅 - 三陽路駅
■8号線
趙家条駅 - 黄浦路駅 - 徐家棚駅